# Jacques Bainville
Jacques Bainville (n. 9 februarie 1879 - d. 9 februarie 1936) a fost un istoric, jurnalist și publicist francez.
A fost unul dintre conducătorii mișcării fasciste din jurul ziarului Action Française.